# Comité Paralímpico Italiano
El Comité Paralímpico Italiano (en italiano: Comitato Italiano Paralimpico) es el comité paralímpico nacional que representa a Italia. Esta organización es la responsable de las actividades deportivas paralímpicas en el país. Es miembro del Comité Paralímpico Internacional y del Comité Paralímpico Europeo.